# Hirriusa arenacea
Hirriusa arenacea is een spinnensoort uit de familie van de renspinnen (Philodromidae).
De wetenschappelijke naam van de soort werd in 1927 als Hirrius arenaceus gepubliceerd door Reginald Frederick Lawrence.